# Euptychia pronophila
Euptychia pronophila är en fjärilsart som beskrevs av Butler 1867. Euptychia pronophila ingår i släktet Euptychia och familjen praktfjärilar. Inga underarter finns listade i Catalogue of Life.